# Andrej Rublev
Andrej Rublev, používá se též transkripcí převedený tvar Rubljov, rusky Андрей Рублёв, (1360? – 29. leden? 1430) je považován za nejvýznamnějšího malíře pravoslavných ikon a fresek ruského středověku.

## Životopis
O jeho životě se toho ví jen málo. Místo jeho narození je neznámé, vyrůstal pravděpodobně v Trojicko-sergijevské lávře.
První zmínka o něm pochází z roku 1405, kdy spolu s Teofanem Grekem a Prochorem z Gorodece pracoval na ikonách a freskách pro chrám sv. Zvěstování v moskevském Kremlu. Teofan, původem z Byzance, byl patrně Rublevovým učitelem.
Jak uvádějí kroniky, roku 1408 spolu s Daniilem Čorným vymaloval Chrám Zesnutí přesvaté Bohorodice ve Vladimiru a v letech 1425–1427 pracoval na katedrále sv. Trojice v Trojicko-sergijevské lavře. Po Daniilově smrti odešel do moskevského Andronikovova kláštera, kde vytvořil své poslední dílo, fresky v chrámu Spasitele.
Jde patrně o autora nejméně jedné z iluminací v Chitrovově evangeliáři.
Ikona sv. Trojice z roku 1410 je jediné jeho dílo prokazatelně vytvořené jím samotným (nyní se nachází v Treťjakovské galerii v Moskvě). Jako předloha mu posloužila ikona Pohostinnost Abrahamova (ilustrace ke Genesis 18), Rublev z ní pořídil výřez soustřeďující se výhradně na sv. Trojici a potlačující narativnost odstraněním postavy Abrahama,  Sáry a připojených příběhových scén.
V jeho díle se mísí tradiční asketismus s klasickou vyvážeností byzantského manýrismu. Ze zobrazovaných postav je vždy cítit klid a rovnováha. Časem se jeho dílo stalo vzorem chrámové malby a pravoslavné ikonografie.
Zemřel v Andronikovském klášteře 29. ledna 1430 (přesné datum je ovšem stále nejisté). Jeho dílo ovlivnilo celou řadu dalších umělců. Na církevním koncilu Stoglavij Sobor byl jeho styl oficiálně prohlášen za vzor pro další církevní malby. Roku 1988 byl kanonizován ruskou pravoslavnou církví. Jeho svátek se slaví 29. ledna a 4. července.
Roku 1959 bylo v Andronikovském klášteře otevřeno Muzeum Andreje Rubleva.
Roku 1966 natočil Andrej Tarkovskij oceňovaný film Andrej Rublev, inspirovaný jeho životem.

## Vybraná díla

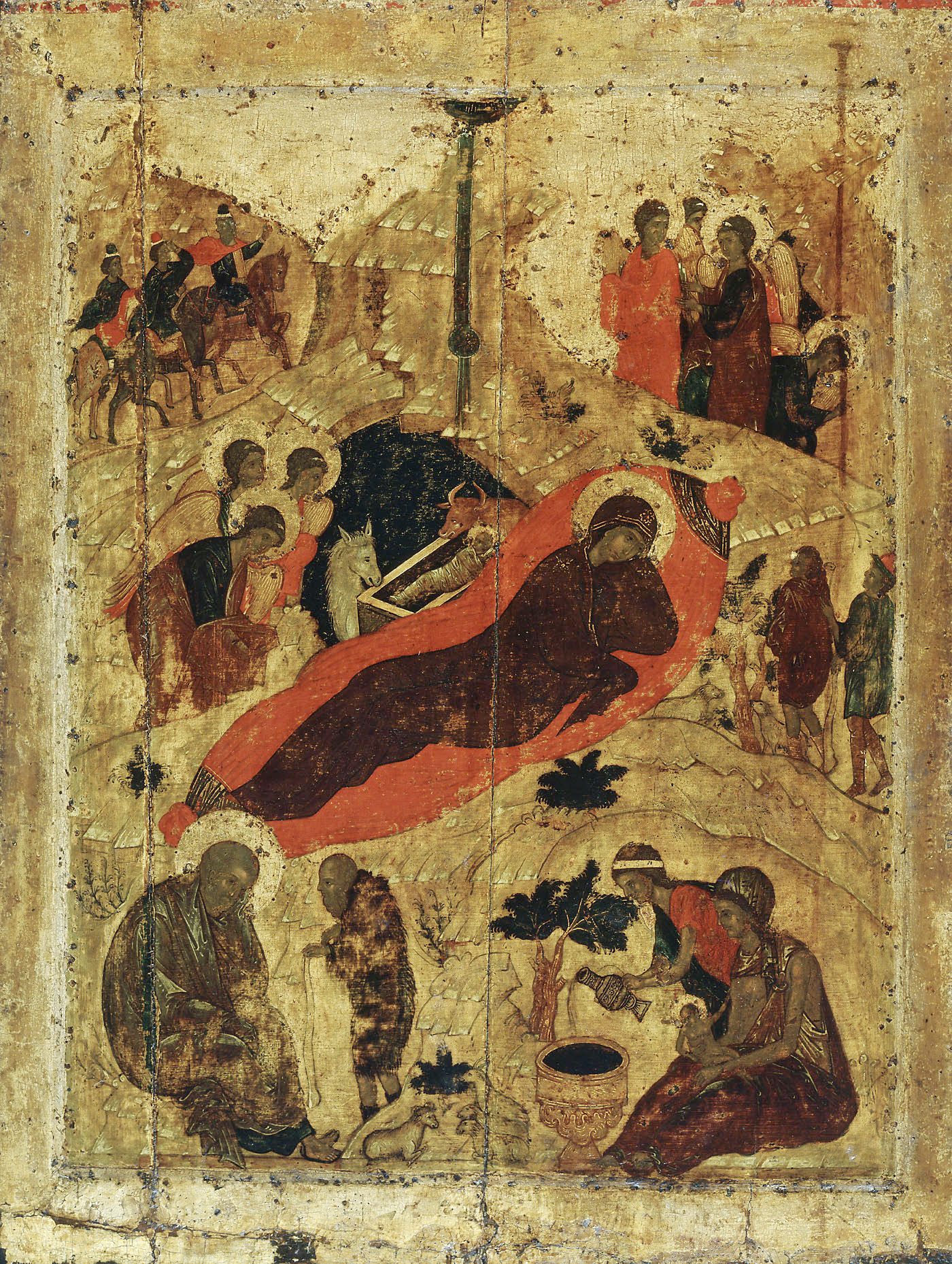
Narození Páně 1405 (Chrám Zvěstování Panny Marie, Kreml, Moskva)
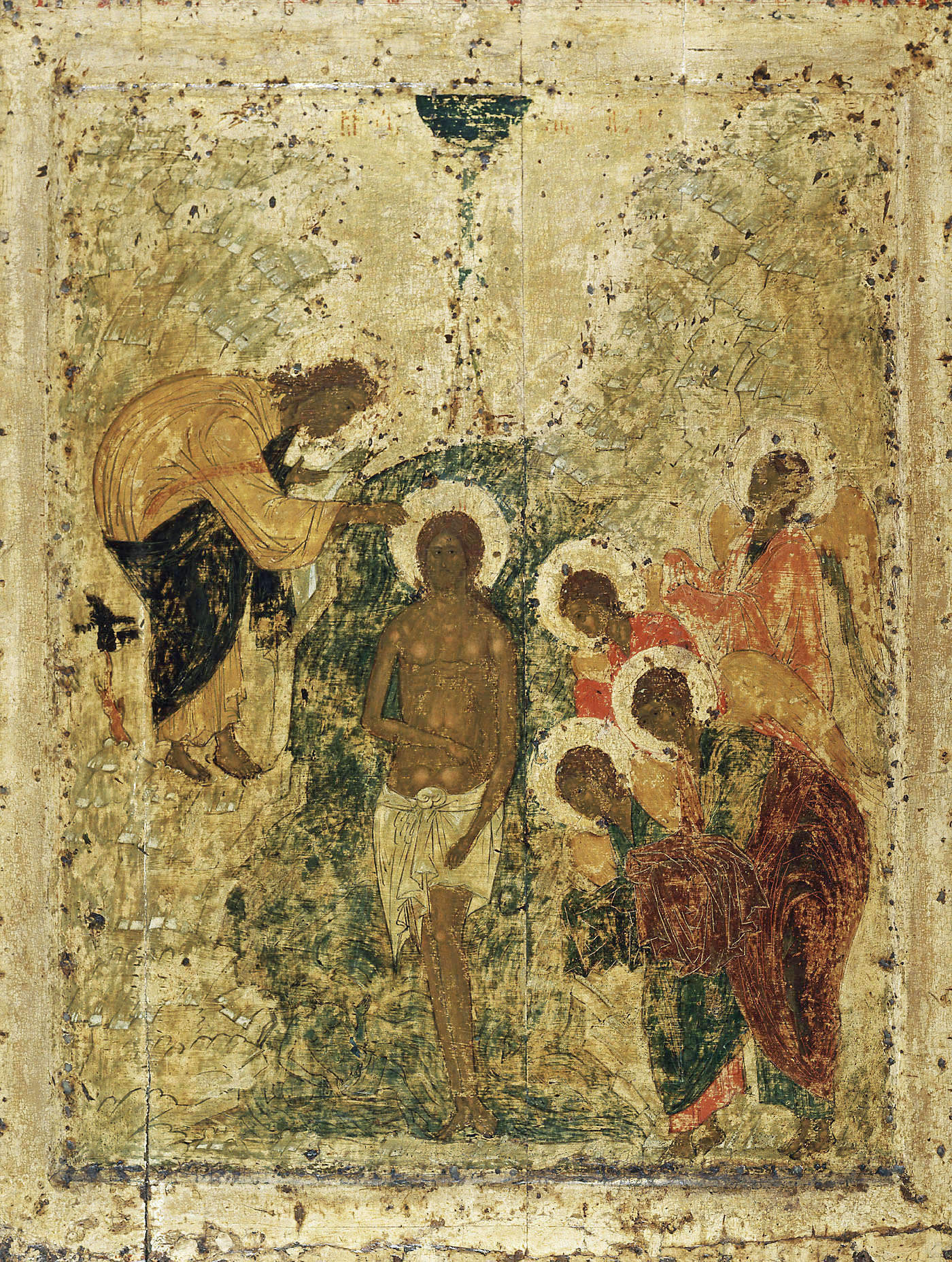
Křest Páně 1405 (Chrám Zvěstování Panny Marie, Kreml, Moskva)
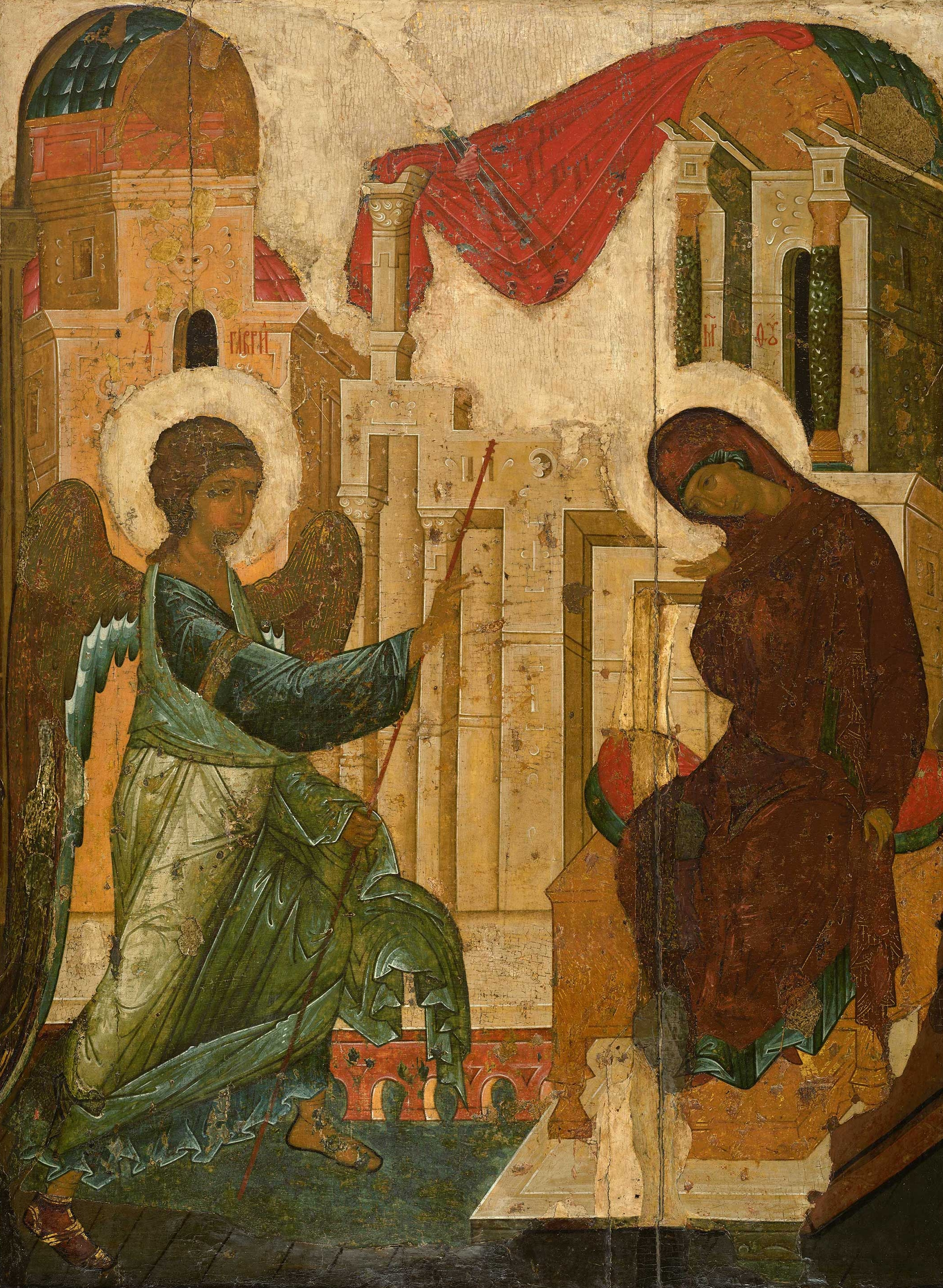
Zvěstování 1405 (Chrám Zvěstování Panny Marie, Kreml, Moskva)
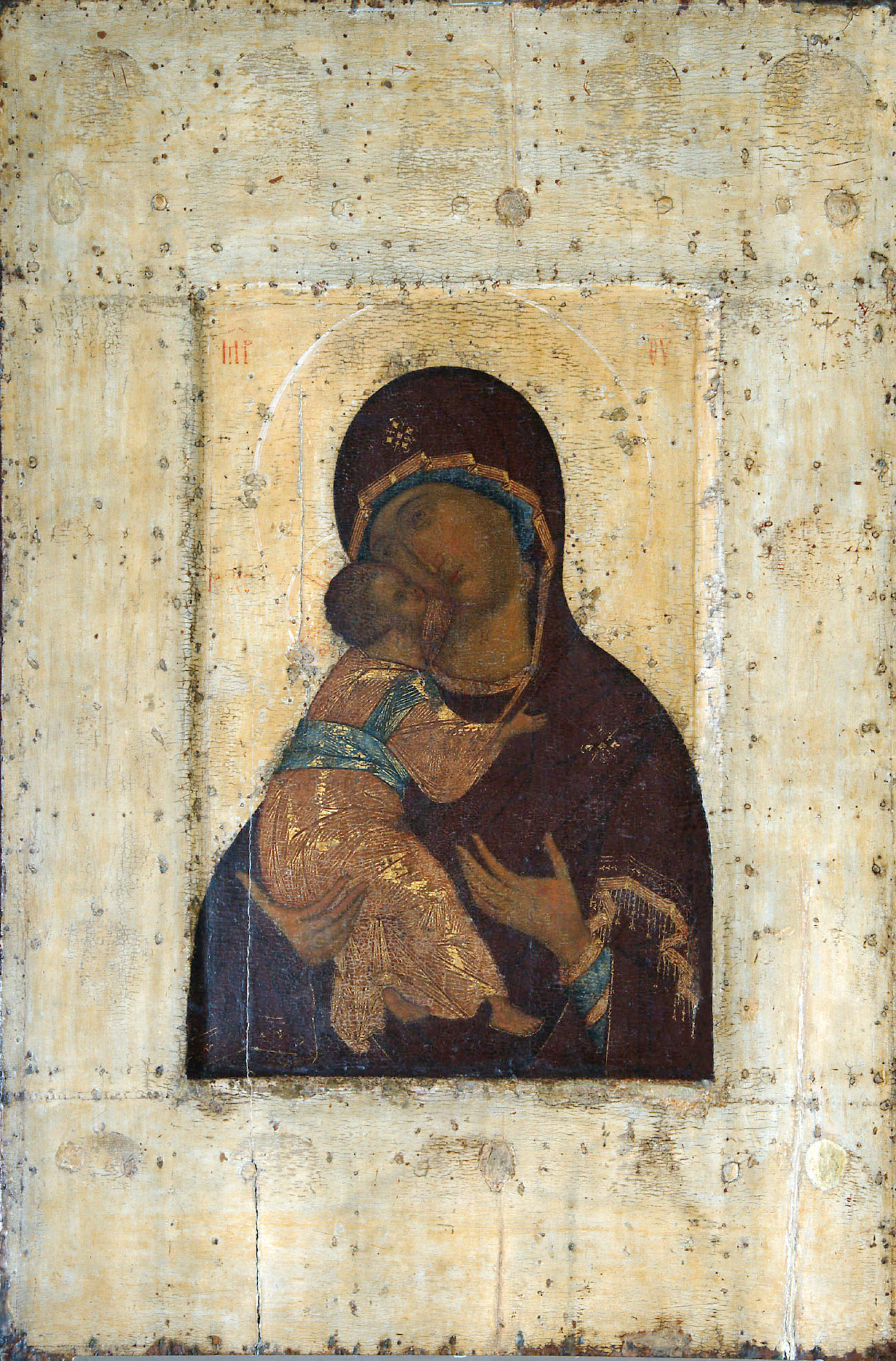
Verze ikony Přesvaté Bohorodice Vladimirské asi 1405
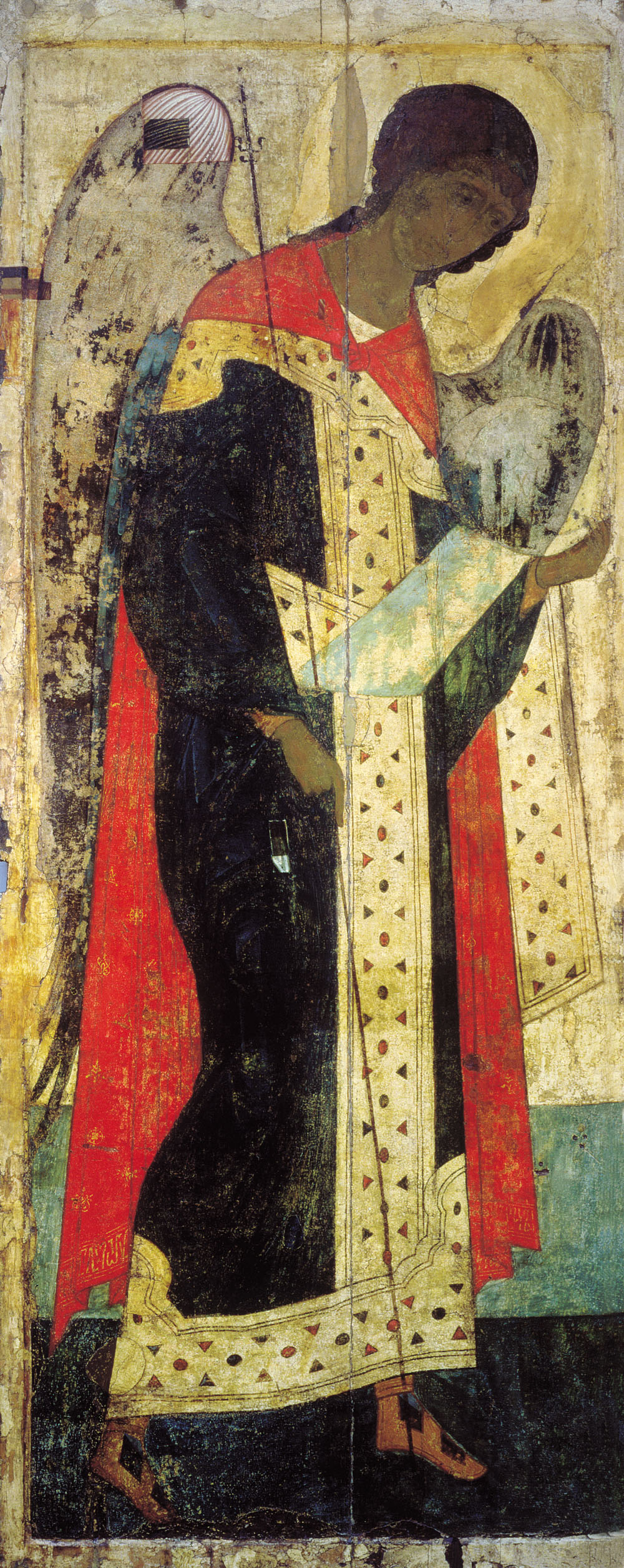
Archanděl Michael 1408 (Ikonostas v Chrámu Zesnutí přesvaté Bohorodice, Vladimir)
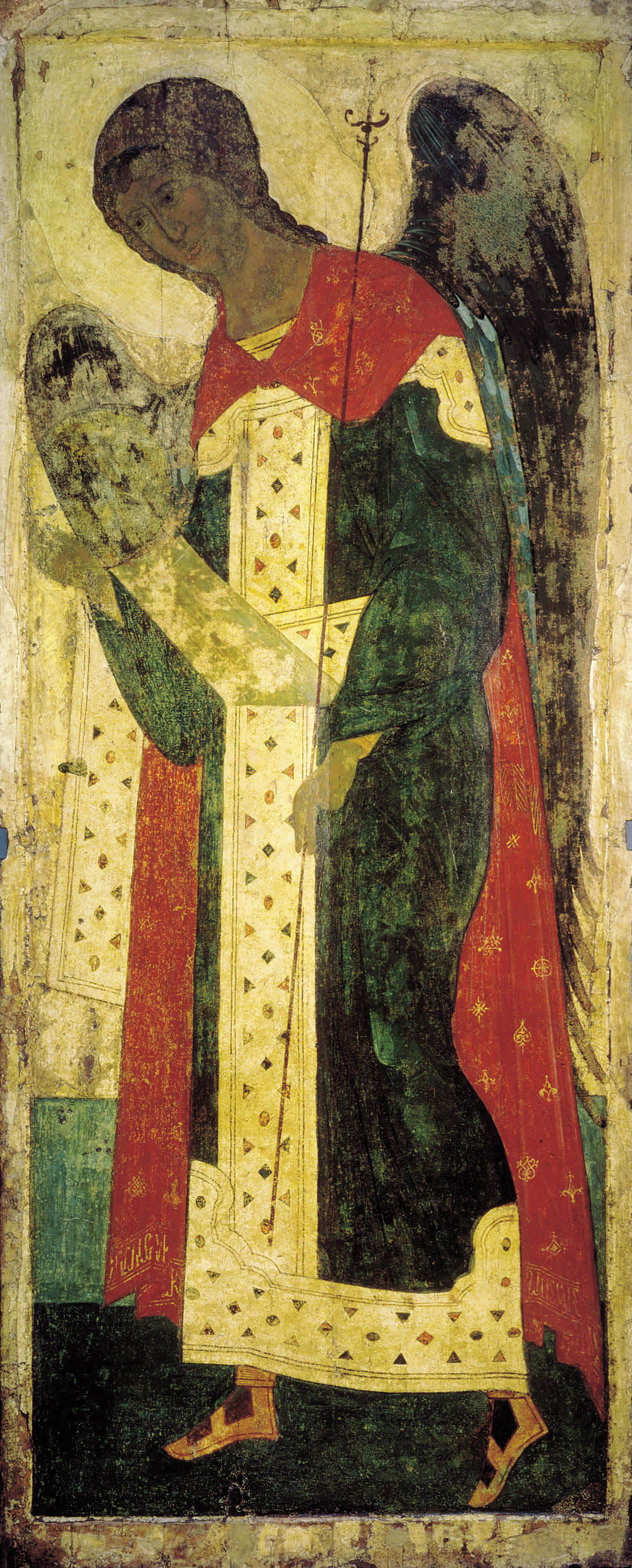
Archanděl Gabriel 1408 (Chrám Zesnutí přesvaté Bohorodice, Vladimir)
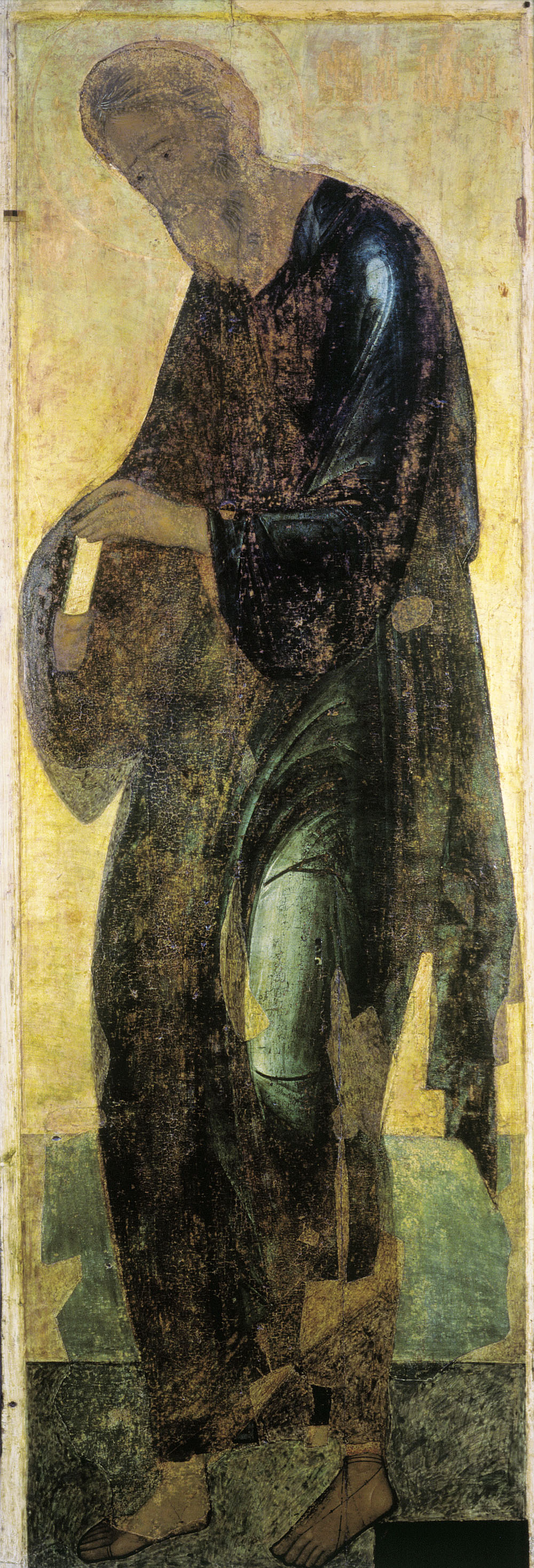
Svatý Ondřej 1408 (Chrám Zesnutí přesvaté Bohorodice, Vladimir)
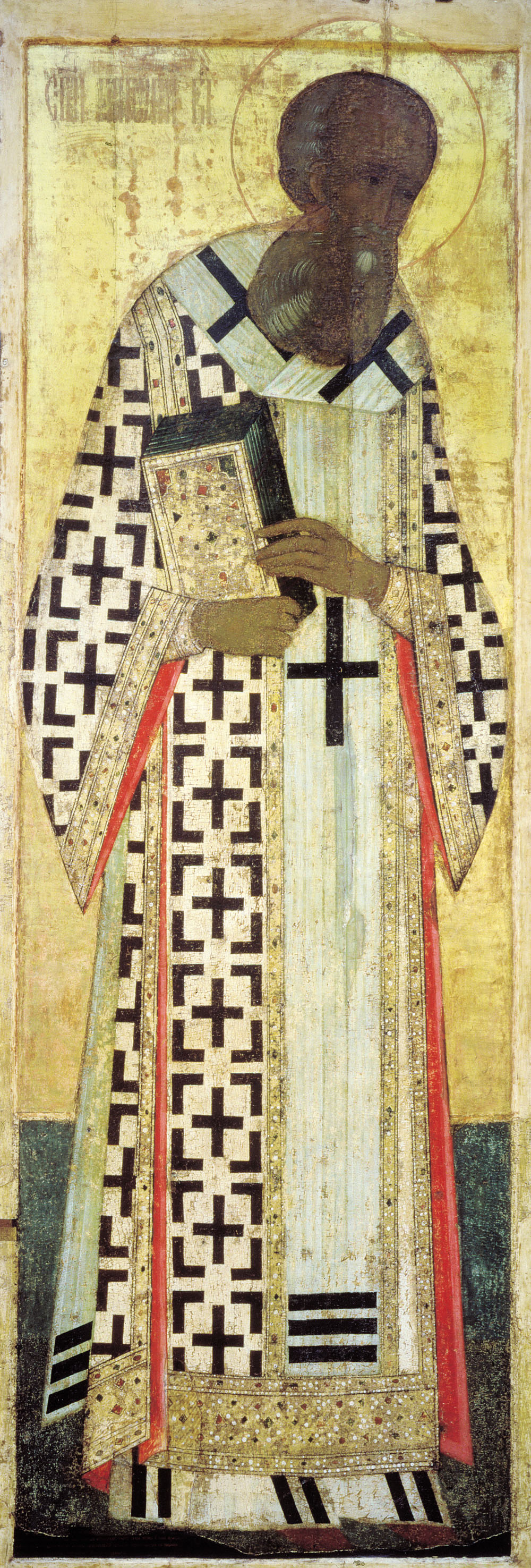
sv. Řehoř z Nazianzu 1408 (Chrám Zesnutí přesvaté Bohorodice, Vladimir)
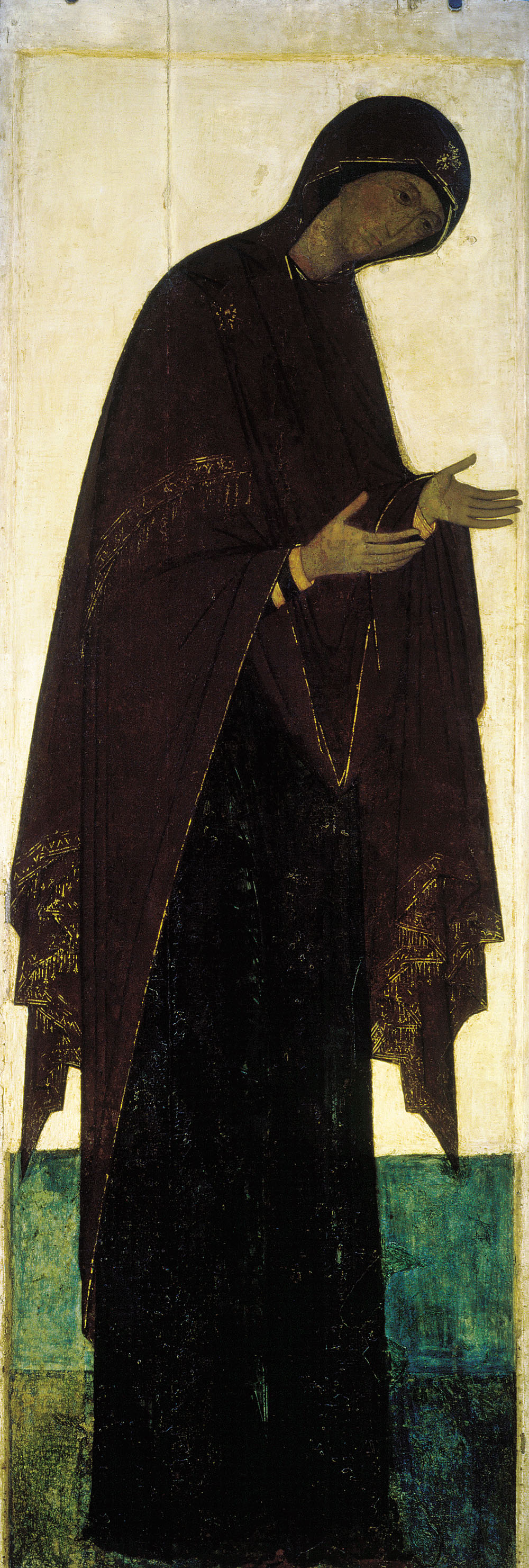
Přesvatá Bohorodice z deesis 1408 (Chrám Zesnutí přesvaté Bohorodice, Vladimir); některé části mohou být dílem Theofana Řeka
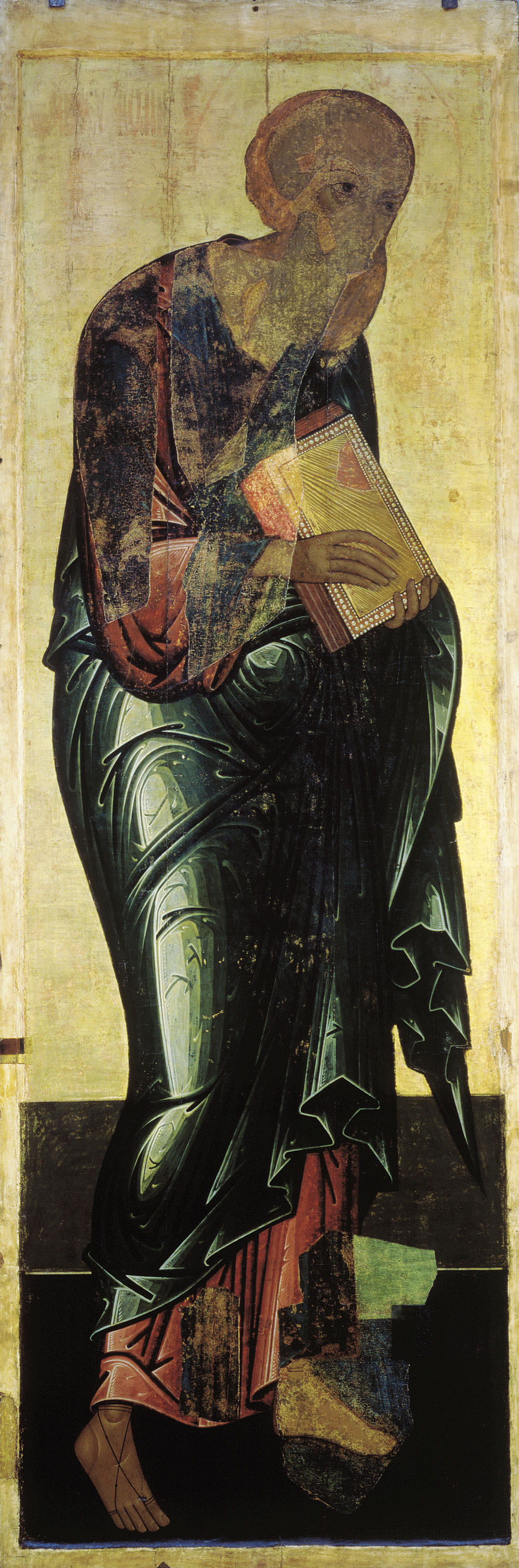
Sv. Jan Evangelista 1408 (Chrám Zesnutí přesvaté Bohorodice, Vladimir)
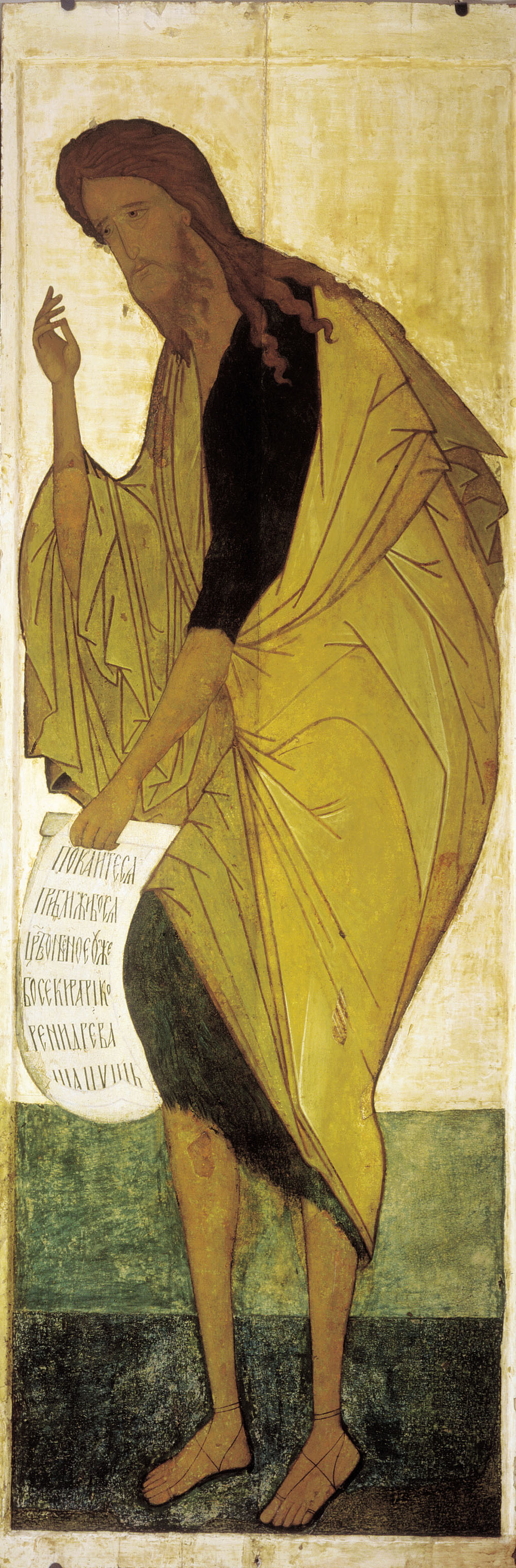
Sv. Jan Křtitel 1408 (Chrám Zesnutí přesvaté Bohorodice, Vladimir)
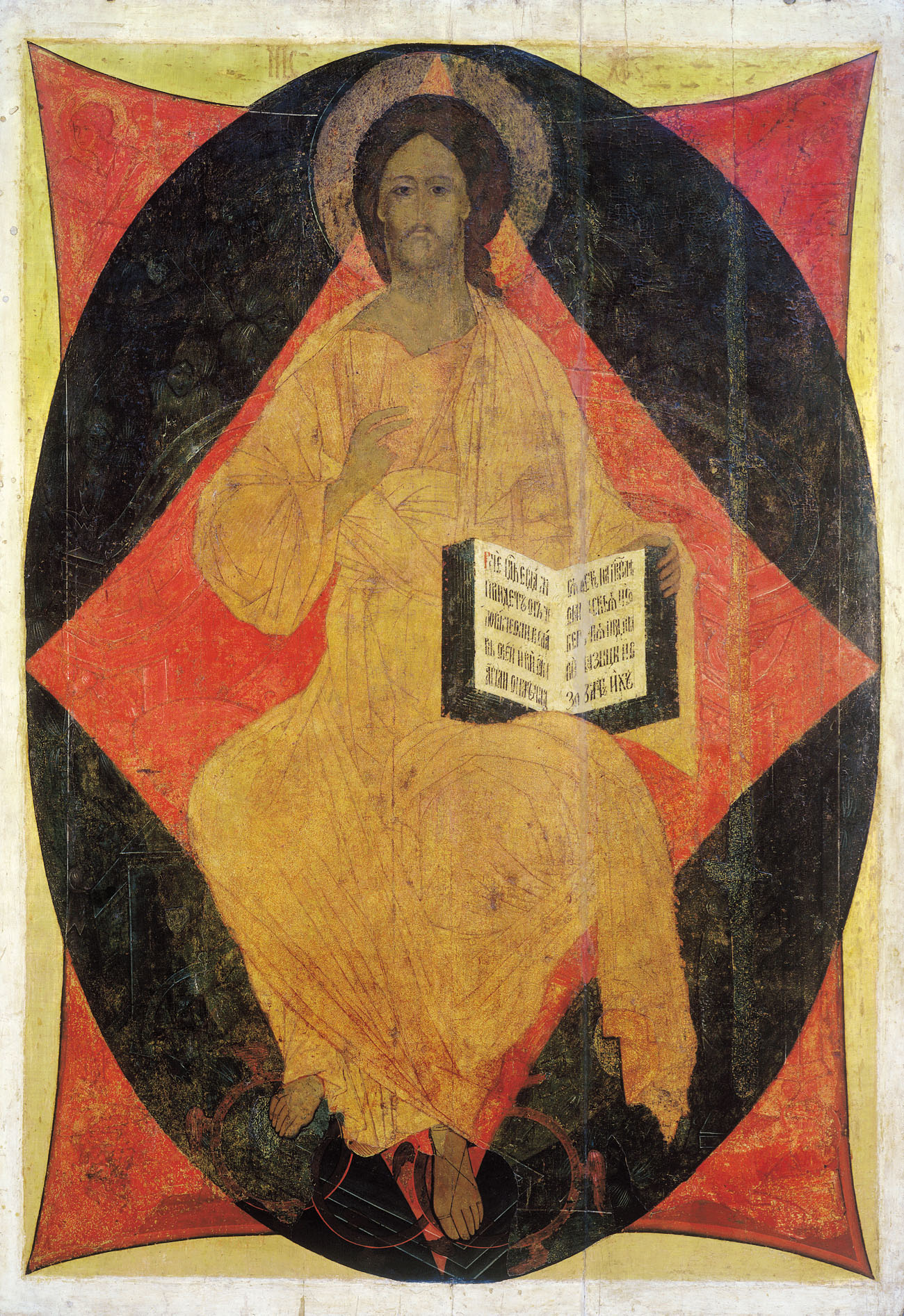
Kristus Pantokrator 1408 (Chrám Zesnutí přesvaté Bohorodice, Vladimir)
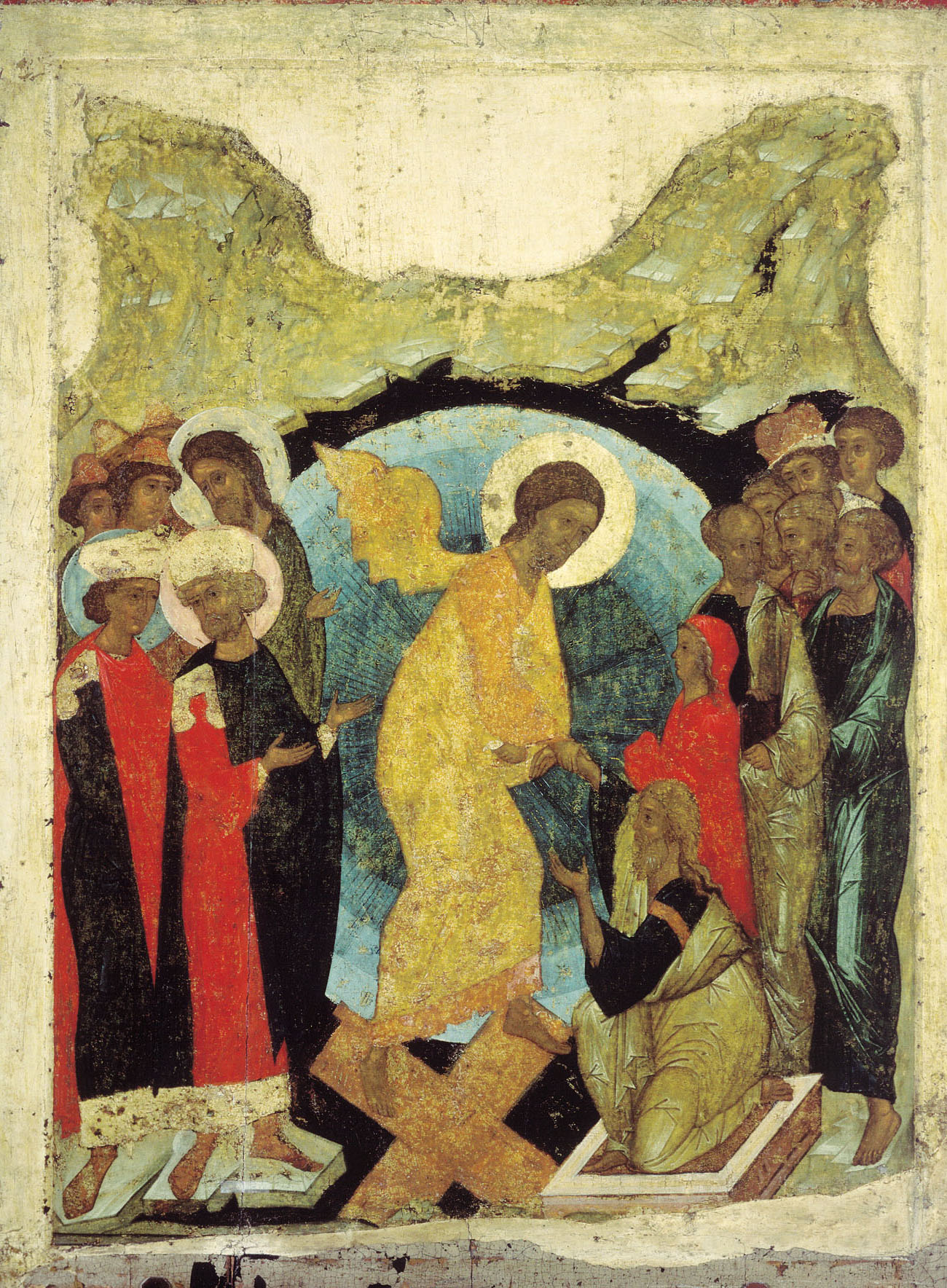
Kristovo sestoupení do pekel 1408–1410 (Vladimir)
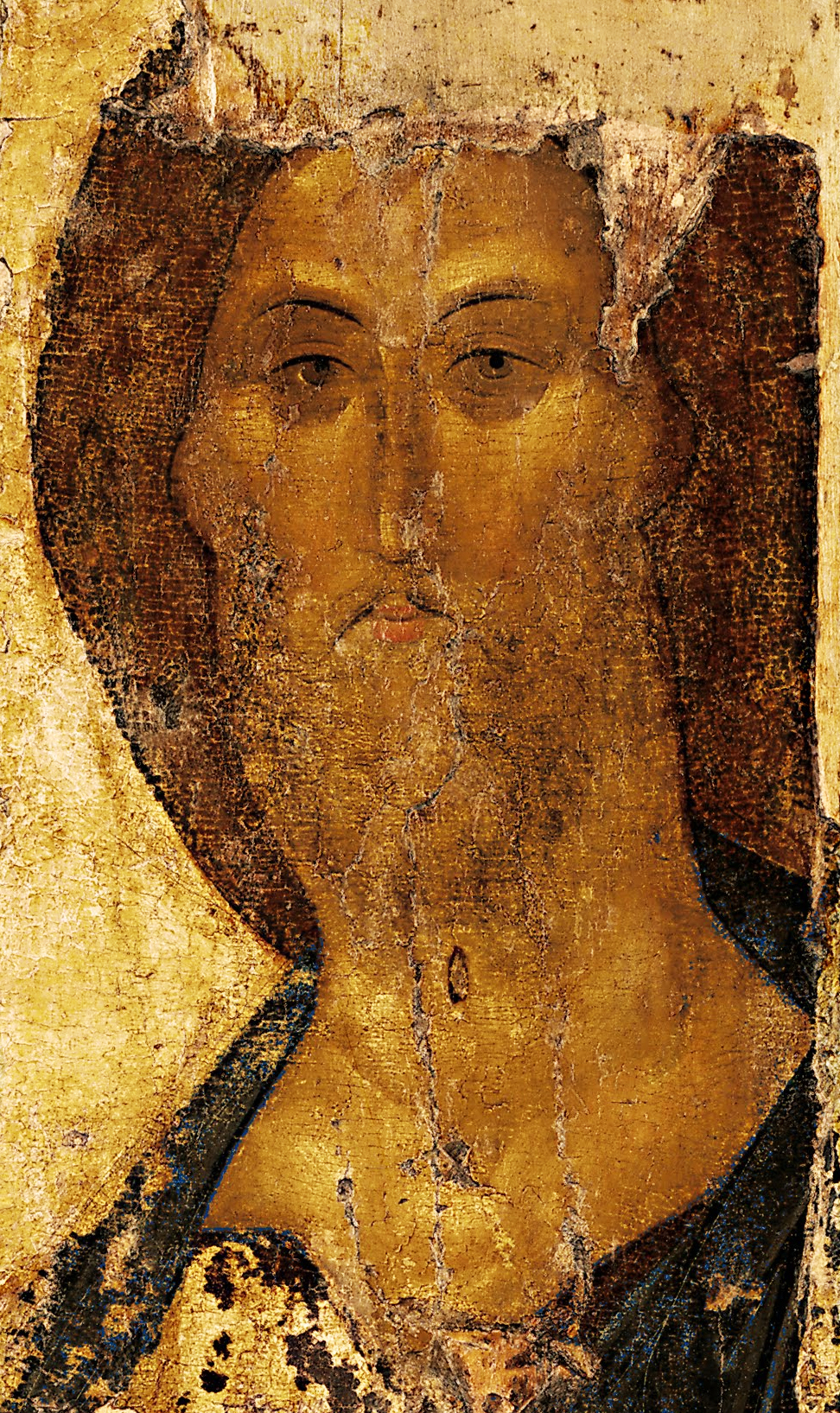
Kristus – vykupitel asi 1410 (Treťjakovská galerie, Moskva)
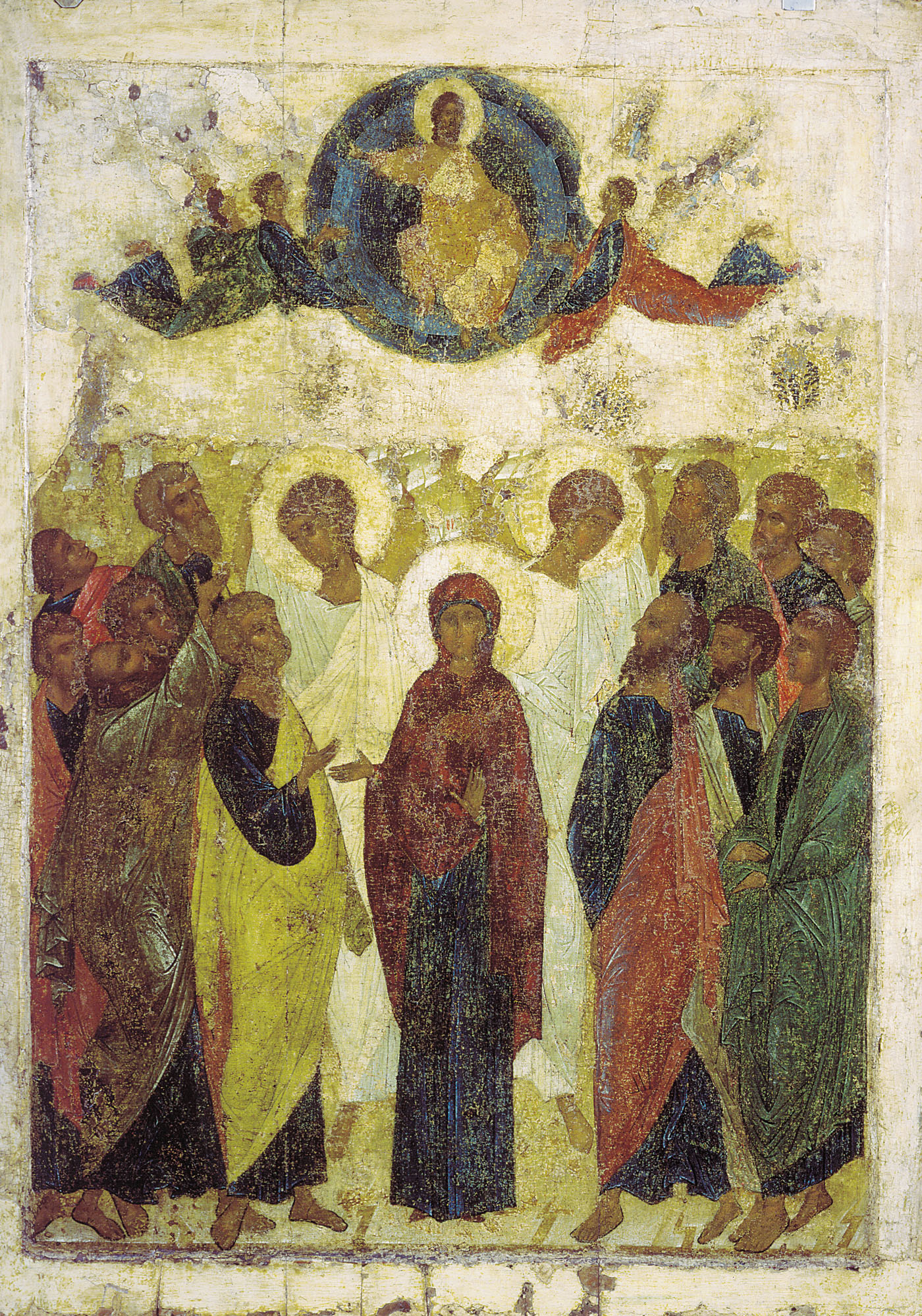
Nanebevzetí 1408 (Treťjakovská galerie, Moskva)
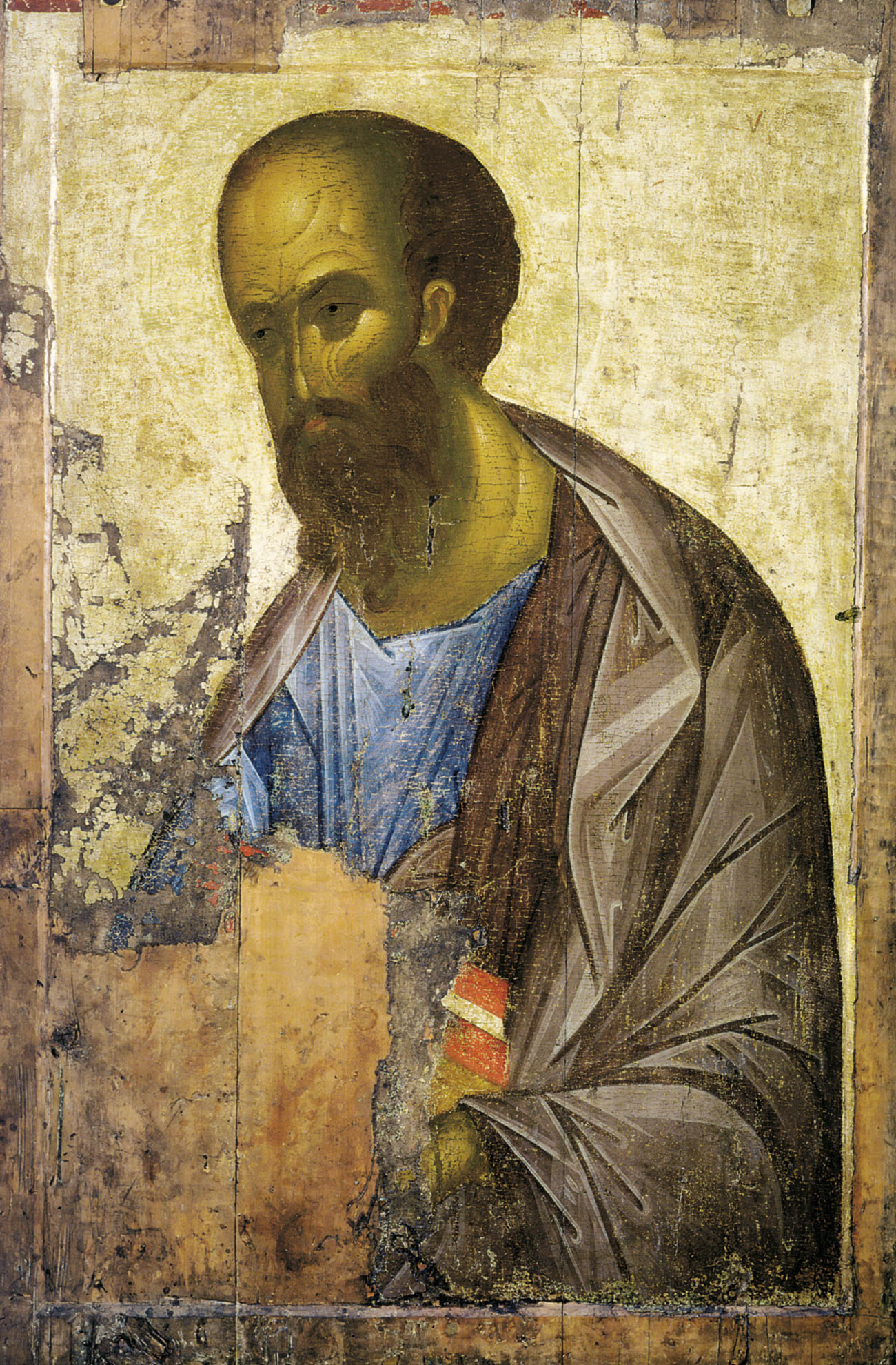
Apoštol Pavel 1410 (Treťjakovská galerie, Moskva)